# XMOS
XMOS és una empresa del sector dels semiconductors del tipus fabless (sense fabricació pròpia) que desenvolupa solucions de veu, productes d'àudio, DSP i múltiples microprocessadors amb execució de tasques concurrents o en paral·lel.
XMOS va ser fundada el juliol del 2005 per Ali Dixon, James Foster, Noel Hurley, David May i Hitesh Mehta. Va rebre capital inicial de la Universitat de Bristol i de l'empresa Wyvern. L'any 2006 rep finançament de les empreses Amadeus Capital Partners, DFJ Esprit, i Foundation Capital. El juliol del 2017, adquireix l'empresa SETEM especialitzada en algorismes d'àudio.

## Productes
Els productes XMOS estan basats en la tecnologia xCORE :
- XCore XS1-L1 (2008) executa codi a 500 MHz en 2 processadors.
- xCORE-200 (2016) executa codi a 500 MHz en 4 processadors.
- xCORE-AUDIO (2016) basat en la tecnologia i dirigit a l'àudio professional.
- xCORE-VOICE (2016) permet capturar el senyal de múltiples micròfons.
- xCORE VocalFusion (2017) permet processar el senyal d'àudio de camp llunyà. Implementacions en productes finals com Amazon Alexa.